# Praça de Gonçalves Zarco
Die Praça de Gonçalves Zarco (auch bekannt als Rotunda do Castelo do Queijo) ist ein Platz im Stadtteil Nevogilde der portugiesischen Stadt Porto. Er bildet den städtebaulichen Abschluss der fünf Kilometer langen Avenida da Boavista, die als Magistrale durch die westlichen Stadtteile Portos führt. Seit dem 24. März 1941 trägt der Platz den Namen des Seefahrers João Gonçalves Zarco, der als Wiederentdecker Madeiras gilt.
Ältestes Gebäude am Platz ist das Castelo do Queijo, das im 17. Jahrhundert als Verteidigungsanlage errichtet wurde. 1966 wurde im Zentrum des Platzes eine Reiterstatue Johanns VI. des Bildhauers Salvador Barata Feyo aufgestellt. Ein identisches Standbild befindet sich auf der Praça Quinze de Novembro in Rio de Janeiro (Brasilien). Am 15. Juni 2009 öffnete an der nordöstlichen Seite des Platzes das Sea Life Porto. 
Vom Platz führen ab nach Norden die Esplanada do Rio de Janeiro, nach Osten die Avenida da Boavista und nach Südosten die Avenida de Montevideu.
Koordinaten: 41° 10′ 4,5″ N, 8° 41′ 19″ W